# Jaarclub
Een jaarclub is een groep van studenten bij een studentenvereniging die allemaal in hetzelfde jaar lid zijn geworden. Jaarclubs zijn meestal ongemengd.
Studentenverenigingen waren aanvankelijk klein omdat studeren een eliteaangelegenheid was. Wel vonden er vaak discussieavonden plaats van vrienden binnen verenigingen, waar disputen uit voortkwamen. Deze disputen namen soms wel nieuwelingen in hun gelederen op, maar soms ook niet. Ook konden disputen gericht zijn op discussie over een bepaald maatschappelijk onderwerp. Een aantal verenigingen heeft de disputenstructuur tot op heden gehandhaafd.
De jaarclubs begonnen op te komen toen de verenigingen groter werden en massaler. Ook de ontgroening op voet van ongelijkheid leidde ertoe dat mensen soms na de ontgroening intensief contact hielden. Hier kwamen in de jaren 50 en 60 jaarclubs uit voort, die vaak nog niet verplicht of algemeen waren. In sommige verenigingen zijn jaarclubs nog steeds vrijblijvend. Zo kunnen bij de Delftsche Studenten Bond en Unitas Studiosorum Amstelodamensium jaarclubs worden opgericht, die later uitgroeien tot een college (verticale). In de meeste gevallen werd het echter uiteindelijk de bedoeling dat iedereen bij een jaarclub kwam. Jaarclubs bestaan uit ongeveer 10 tot 20 leden. 
Op veel verenigingen hebben jaarclubs elke week een gezamenlijk eten (jaarclubeten) of borrel (jaarclubborrel, jaarclubavond). Ook is het dragen van jaarclubtruien of T-shirts en (bij de meer traditionele verenigingen) dassen met clublogo gebruikelijk. Jaarclubs worden gevormd in een periode van 2 weken tot 6 maanden na de introductie. Na de vorming vindt vaak een jaarclubinauguratie plaats. De jaarclubs moeten zich echter eerst voor de vereniging bewijzen met bijvoorbeeld ludieke acties of stunts, dan wel clubinvechten. Bij sommige verenigingen wordt zelfs hierop een rangorde van jaarclubs gemaakt op basis van prominentie. Het is de bedoeling dat de jaarclubs tijdens de studie samen optrekken. Ook na de studie houden sommigen daarna nog contact.